# Hugh de Audley, 1. Earl of Gloucester
Hugh de Audley, 1. Earl of Gloucester (auch Hugh Audley oder Hugh d’Audele; * um 1291; † 10. November 1347), war ein englischer Adliger, Höfling und Militär. Er war der einzige Günstling von König Eduard II., der den König überlebte. Es gelang ihm, auch unter König Eduard III. eine wichtige Rolle zu spielen.  

## Herkunft
Hugh de Audley entstammte der Familie Audley. Er war der zweite Sohn von Sir Hugh Audley (um 1267–um 1326) aus Stratton Audley in Oxfordshire und von Isolt, der Witwe von Sir Walter de Balun und Tochter von Edmund Mortimer, 1. Baron Mortimer. Sein Vater war ein kleiner Baron mit Besitzungen in Gloucestershire und Oxfordshire, der auf vielfältige Art der Krone diente.

## Günstling von König Eduard II.
Vermutlich wurde Hugh de Audley durch seinen Vater bei Hofe eingeführt. Im November 1311 wurde der jüngere Audley als vor kurzem zum Ritter geschlagener Höfling von König Eduard II. genannt. Er stieg rasch zu einem der wichtigsten Günstlinge des Königs auf. Im März 1312 gehörte er zu einer Abordnung des Königs, die auf einer Versammlung der Magnaten die Sicht des Königs zu den Ordinances der vom Earl of Lancaster geführten Adelsopposition vertreten sollte. Im November 1313 erhielt er vom König Grundbesitz zur lebenslangen Nutzung. 1315 gehörte er weiter zum königlichen Hofstaat und wurde wieder als Bote zum Earl of Lancaster gesandt. Als loyaler und geschickter Vertrauter des Königs durfte er am 28. April 1317 Margaret de Clare, eine Nichte des Königs, Witwe des ehemaligen königlichen Favoriten Piers Gaveston und Miterbin der Besitzungen der Familie Clare heiraten. Zwischen 1316 und 1319 gehörte Audley zusammen mit Roger Damory und Hugh le Despenser, die die beiden Schwestern seiner Frau geheiratet hatten, zu der kleinen Gruppe von Höflingen, die hoch in der Gunst des Königs standen und großen Einfluss auf ihn hatten. Von dieser Gruppe hatte Audley vermutlich am wenigsten Einfluss auf den König. Er verpflichtete sich, dem König lebenslang zu dienen und wurde am 20. November 1317 erstmals per Writ of Summons zum Parlament einberufen und dadurch zum Baron Audley erhoben. England befand sich zu dieser Zeit wegen der Niederlagen in den Kriegen gegen Schottland und der Hungersnot von 1315/17 in einer schweren Krise, weshalb die Günstlingswirtschaft des Königs die Adelsopposition unter Führung des Earl of Lancaster bestärkte. Die Gegnerschaft Lancasters zu den Höflingen prägte bis 1319 die englische Politik. Aufgrund der Gegnerschaft der Magnaten unter dem Earl of Lancaster verließ Audley 1318 den Hof.

## Vom Günstling zum Rebell
Audley diente daraufhin in der Armee und nahm im September 1319 an der erfolglosen Belagerung von Berwick teil. Die Habgier des jüngeren Despenser spaltete um diese Zeit die Gruppe der königlichen Günstlinge, und Audley wurde eines der ersten Opfer von Despenser, der zum neuen Favoriten des Königs geworden war. Despenser begehrte Audleys Besitzungen in Südwales, die seine Frau geerbt hatte und die an Despensers Baronie Glamorgan grenzten. Im Mai 1320 musste er auf Druck des Königs Wentloog und Newport Castle an Despenser abtreten. Dadurch wurde Audley auf die Seite der Marcher Lords getrieben, die sich schließlich im Frühjahr 1321 in einer gewaltsamen Rebellion, dem sogenannten Despenser War, gegen Despensers Territorialansprüche zur Wehr setzten. Der Earl of Lancaster, Audleys einstiger Gegner, schloss sich der Rebellion an. Der König ließ im April 1321 Audleys Besitzungen beschlagnahmen, und in der Schlacht bei Boroughbridge, bei dem die königlichen Truppen Lancaster entscheidend schlagen konnten, wurde Audley im März 1322 gefangen genommen. Nur durch Fürsprache seiner Frau, der Nichte des Königs und Schwägerin von Despenser, entging Audley der Hinrichtung. Er blieb jedoch inhaftiert, bis Despenser und der König im Herbst 1326 gestürzt wurden. Unter der Regentschaft von Königin Isabella und Roger Mortimer wurde Audley restituiert und erhielt einen Großteil seiner Besitzungen zurück. Dennoch unterstützte er 1328 die Revolte von Henry of Lancaster, 3. Earl of Lancaster, gegen das korrupte Regime von Mortimer und der Königin. Die Revolte scheiterte jedoch, so dass Audley sich im Januar 1329 ergeben musste. Er wurde zur Zahlung einer Strafe in Höhe von £ 10.000 verurteilt, die er letztlich wegen des Sturzes von Mortimer und der Königin durch den jungen König Eduard III. 1330 nicht zahlen brauchte.

## Späteres Leben
Audley diente dem neuen König als treuer Gefolgsmann. 1331 war er als Gesandter in Frankreich und in der Mitte der 1330er Jahre kämpfte er in den Feldzügen gegen Schottland. Zum Dank wurde er 1337 zum Earl of Gloucester erhoben, ein Titel, den Gilbert de Clare, der 1314 gefallene Bruder seiner Frau geführt hatte. Audley diente weiterhin dem König, nahm von 1337 bis 1338 an der vergeblichen Belagerung von Dunbar teil, begleitete den König während des Hundertjährigen Kriegs 1339 nach Flandern und nahm 1340 an der Seeschlacht von Sluys und 1342 am Feldzug des Königs in die Bretagne teil.
Er wurde neben den Vorfahren seiner Frau im Priorat von Tonbridge in Kent begraben. 

## Nachkommen
Aus seiner Ehe mit Margarete de Clare hatte er nur eine Tochter, Margaret, die Ralph de Stafford, den späteren 1. Earl of Stafford heiratete, der sein Erbe wurde. Der Titel Earl of Gloucester erlosch bei seinem Tod, die Baronie Audley fiel an seine Tochter.